# Swing (golf)

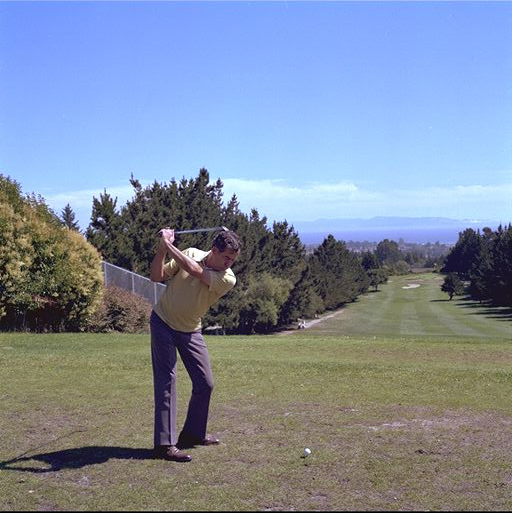
Een back-swing

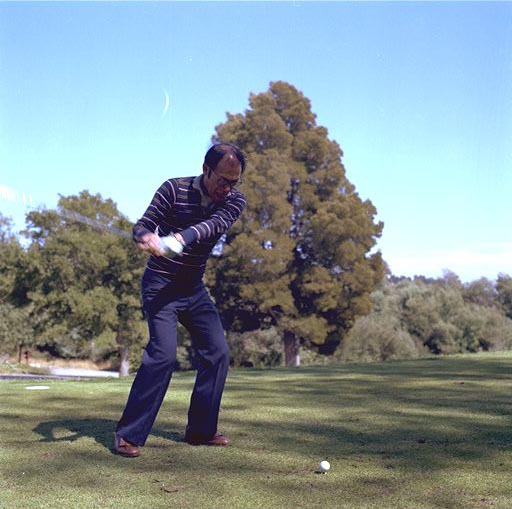
Een down-swing

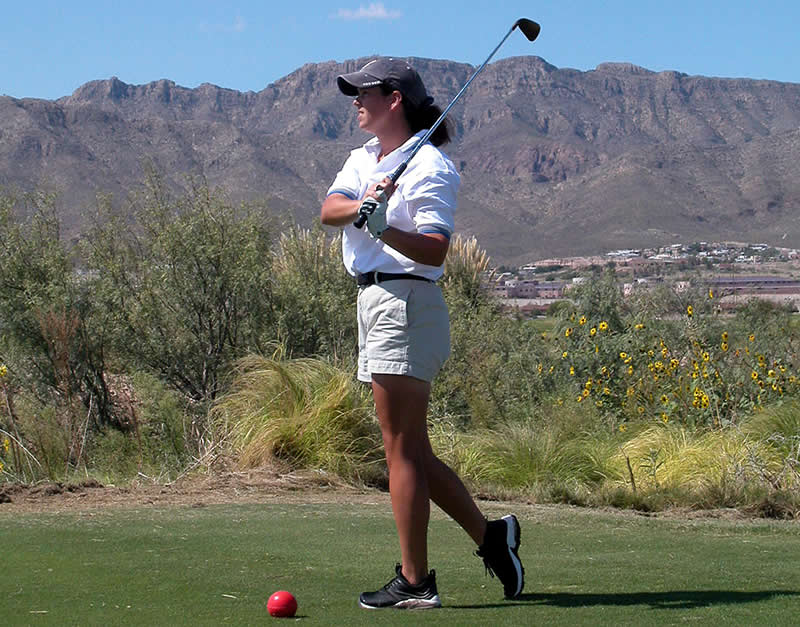
Een doorzwaai

Met de swing wordt in de golfsport de slag bedoeld die een golfspeler maakt om de golfbal te slaan. De swing bestaat uit drie delen; de back-swing, de down-swing en de doorzwaai. De back-swing is het deel van de swing dat bestaat uit het naar achter halen van de golfclub. Het de club naar beneden brengen en uiteindelijk de bal te raken wordt de down-swing genoemd. De doorzwaai is het deel van de swing nadat de golfbal is geraakt. 
Volgens de regels van het spel is een slag gemaakt zodra de down-swing is ingezet. Dit betekent dat een misslag dus ook als een slag telt, tot frustratie van veel beginnende spelers.